# Cyrto-hypnum involvens
Cyrto-hypnum involvens là một loài rêu trong họ Thuidiaceae. Loài này được (Hedw.) W.R. Buck & H.A. Crum mô tả khoa học đầu tiên năm 1990.